# Ophiorrhiza repandicalyx
Ophiorrhiza repandicalyx är en måreväxtart som beskrevs av Hsien Shui Lo. Ophiorrhiza repandicalyx ingår i släktet Ophiorrhiza och familjen måreväxter. Inga underarter finns listade i Catalogue of Life.